# Gioiosa Ionica
Gioiosa Ionica község (comune) Calabria régiójában, Reggio Calabria megyében.

## Fekvése
A Torbido folyó völgyében fekszik, a megye északkeleti részén. Határai: Grotteria, Marina di Gioiosa Ionica, Martone és Roccella Ionica.

## Története
A települést a Magna Graeciába érkező görög telepesek alapították Mitra néven. I. e. 210-ben a rómaiak fennhatósága alá került. 986-ban a szaracénok kifosztották, ezt követően épültek meg a települést védő falak és bástyák. A 11. századtól a normann Szicíliai Királyság része volt. Korabeli épületeinek nagy része az 1783-as calabriai földrengésben elpusztult. A 19. században nyerte el önállóságát, amikor a Nápolyi Királyságban felszámolták a feudalizmust. 1948-ban leválasztották tengerparti részét, Marina di Gioiosa Ionicát, új községet alapítva

## Népessége
A népesség számának alakulása:

## Főbb látnivalói
- a 13. században épült Castello Normanno (normann vár)
- Naniglio – egy i. e. 3 századból származó görög-római villa romjai

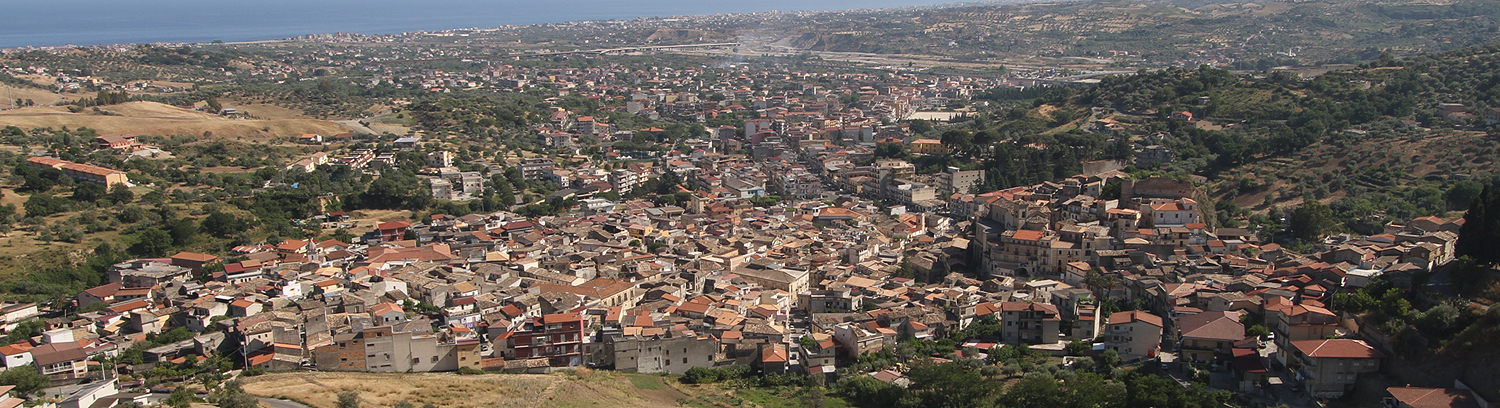
A település látképe

- Madonna dell’Addolorata-templom
- San Rocco-templom
- San Giovanni Battista-templom
- Maria SS. delle Grazie-templom